# نارانویائه-زاکورا
نارانویائه-زاکورا (به ژاپنی: 奈良の八重桜 ナラノヤエザクラ naranoyae) نام علمی 
(CerasusCerasus leveilleana ‘Antiqua’) نام یک نوع درخت ساکورای باغی است.

## ویژگی گل
- تعداد گلبرگ: ۲۰-۵۰ عدد
- رنگ:صورتی یا سفید
- قطر گل: ۴٫۴ تا ۵٫۲ سانتیمتر
- زمان گل دهی:اواخر ماه آوریل اوایل ماه مه